# Volo Vnukovo Airlines 2801
Il volo Vnukovo Airlines 2801 era un volo charter internazionale dall'aeroporto di Vnukovo a Mosca, all'aeroporto delle isole Svalbard, a Longyearbyen. Il 29 agosto 1996, alle 10:22:23 CEST, si schiantò a Operafjellet, Svalbard, durante l'avvicinamento all'aeroporto Longyear. Tutte le 141 persone (11 membri dell'equipaggio e 130 passeggeri, di cui 3 bambini) a bordo del Tupolev Tu-154M rimasero uccise, rendendolo l'incidente aereo più grave mai avvenuto in Norvegia. L'incidente è stato il risultato di una serie di errori di navigazione che hanno fatto sì che l'aereo si trovasse a 3,7 chilometri di distanza dalla linea centrale di avvicinamento al momento dell'impatto.
L'aereo della Vnukovo Airlines, numero di registrazione RA-85621, era stato noleggiato da Arktikugol, una compagnia di estrazione del carbone di proprietà statale russa, per trasportare lavoratori russi e ucraini nella sua città di Pyramiden alle Svalbard. I passeggeri appartenevano tutti alle comunità russe di Barentsburg e Pyramiden. L'incidente è stato una delle cause che hanno contribuito alla chiusura di Pyramiden da parte di Arktikugol due anni dopo. L'incidente è stato indagato dall'Incident Investigation Board norvegese con l'assistenza dell'Interstate Aviation Committee e divenne noto come Incidente Operafjell  (norvegese: Operafjell-ulykken). Dopo le indagini, ci sono state una serie di azioni legali per determinare i risarcimenti alle famiglie delle vittime.